# Frakcionirna destilacija
Frakcionirna destilacija je ločevalni postopek, poseben način destilacije za ločevanje zmesi glede na vrelišče njenih komponent (»frakcij«). Običajno poteka v navpični frakcionirni koloni z gradientom temperature, v kateri se dvigajo hlapi komponent in kondenzirajo na določeni višini, kjer kapljevino zadržijo vodoravni pladnji, s katerih se odvzemajo frakcije. Frakcija z najnižjim vreliščem se izloči na vrhu in obratno. Postopek je v uporabi za zmesi, v katerih se vrelišča frakcij razlikujejo manj kot 25 ºC pri eni atmosferi; pri večjih razlikah uporabljamo navadno destilacijo.
Je najpogosteje uporabljen ločevalni postopek v rafinerijah nafte, obratih za predelavo zemeljskega plina in ločevanje zraka itd. V industrijskih okoljih običajno poteka ta proces neprekinjeno, torej zmes sproti dovajajo in sproti odvzemajo enako količino produktov.